# TriStar Pictures
TriStar Pictures (промовляється Трі-Стар до 1991 року) є дочірньою кінокомпанією Columbia Pictures, підрозділом Columbia TriStar Motion Picture Group, якій належить Sony Pictures Entertainment. Кінокомпанію створено 1982 року.

## Історія
Ідея створити TriStar виникла 1982 року у Віктора Кауфмана, колишнього віцепрезидента Columbia Pictures. Разом з Columbia (що належала тоді корпорації Coca-Cola) телеканали HBO і CBS вирішили об'єднати свої виробничі ресурси у спробі розділити між собою витрати на виробництво фільмів, що неухильно зростали. Хоча після її заснування, до 16 травня 1983 року, кінокомпанія не мала власної назви (аж до офіційної — Tri-Star Pictures), преса тоді віддала перевагу дати їй прізвисько — Nova.
Першим релізом нової компанії стала картина "Природний дар" (1984) із Робертом Редфордом у головній ролі. Другою картиною, випущеною на цій кіностудії, став провальний ремейк картини 1960 року під назвою "Де ж хлопці?".
У 1985 році CBS вийшла зі складу партнерів, у 1986 році HBO пішло за нею. Того ж року Tri-Star вийшла на телевізійний ринок, створивши компанію Tri-Star Television. У 1987 році Columbia Pictures придбала частки колишніх партнерів у новоявленій компанії (під керівництвом Coca-Cola) у грудні 1987 року об'єднала Columbia та Tri-Star в одну компанію, яку назвали Columbia Pictures Entertainment, Inc. У 1989 році всі "розважальні" активи компанії Coca-Cola були придбані корпорацією Sony, яка використовувала торгові марки об'єднаних кіностудій окремо. У 2004 році кінокомпанія TriStar була реанімована як відділ, пов'язаний з маркетингом і набуттям прав, діяльність якого, як свідчить інформація на сайті Sony Pictures, «буде сконцентрована на картинах жанрового типу».
З 1 вересня 2013 року TriStar Pictures матиме свою материнську компанію TriStar Productions, де нова студія займеться кінофільмом і телесеріалом.

## TriStar Television
Американська телекомпанія TriStar Television (що спочатку мала написання через дефіс Tri-Star) була запущена на початку 1987 року силами кіностудії Tri-Star Pictures. У грудні 1987 року Tri-Star Television була придбана і поглинена телекомпанією Columbia Pictures Television, яка пізніше в 1989 році серед інших активів була придбана корпорацією Sony. Пізніше в 1991 році Sony Pictures Entertainment відродила TriStar Television як телекомпанію і в 1994 разом з іншою своєю телестудією Columbia Pictures Television запустила у світ Columbia TriStar Television (СТТ). У 1999 році телекомпанія TriStar Television влилася в CTT, після того, як перестали виходити на екрани США такі ситкоми як "У захваті від тебе" і "Няня". Хоча і зберегла своє ім'я аж до 2000 року, коли на екранах Америки перестали показувати ситкоми "Малькольм і Едді" та "Ранковий випуск". Сьогодні права на ТБ-шоу виробництва TriStar належить компанії Sony Pictures Television.

## Про логотип кінокомпанії TriStar Pictures
Логотипом кінокомпанії є Пегас (зображується нерухомим або літаючим по всьому екрану), впроваджений у 1984 він став свого роду культурною іконою. Логотип породжував багато пародій, включаючи в одному з епізодів мультсеріалу Сім'янин. Другий логотип спочатку намалював Алан Рейнгольд і він з'явився у 1993 році.